# أبو جرة سلطاني
أبو قرة (أبو جرة) بن عبد الله السلطاني (1954 -) هو سياسي جزائري.

## حياته ونشأته
من مواليد دائرة المدية قصر البخاري (أقصى الشرق). ولد عام ثورة التحرير الجزائرية سنة 1954.الرئيس السابق لحركة مجتمع السلم (إخوان الجزائر)، ورئيس المنتدى العالمي للوسطية،

## مسيرته[7]
بدأ التعلم عند الكتاب وتدرج بالتعلم في الأطوار التعليمية الجزائرية ختى إلى جامعة قسنطينة عاصمة الشرق الجزائري، حصل على شهادة ماجستير في الأدب العربي (العصر الجاهلي)، ودراسات عليا في الدعوة الإسلامية (كلية الدعوة والإعلام- قسم الدعوة)، ودراسات عليا في الإعلام.
بعد ما أكمل تعليمه الجامعي عمِل أستاذاً بجامعة قسنطينة في كلية الآداب منذ عام 1980 إلى عام 1994، وأستاذاً مساعداً في جامعة الأمير عبد القادر للعلوم الإسلامية (1990-1994م) قسم الدعوة والإعلام.

### الحركة الإسلامية
أبو جرة سلطاني من رجال الحركة الإسلامية في الجزائر، بدأ إماماً متطوعاً وداعية متجولاً في كل مساجد الجزائر منذ عام 1974.
التقى بالمرحوم الشيخ محفوظ نحناح في مارس 1982 وتوطدت العلاقة بينهما، تصدر الإفتاء للطلبة والطالبات بين سنوات 1978-1994.

## محاولة اغتياله
تم استهدافه لاغتياله – من طرف متطرفين - يوم الجمعة 16 سبتمبر 1994 قرب بيته (في قسنطينة). وغطاه أحد من الذين كانوا معه علي العايب وتلقى الرصاصة وتوفي.

## مؤلفاته
صدرت له مجموعة من الكتب الجديدة تشرح الأزمة الجزائرية منها:
- قشور الصراع في الجزائر
- جذور الصراع في الجزائر
- لجزائر الجديدة – الزحف نحو الديمقراطية- جزء أول وثاني

ثم صدر له ديوان شعر بعنوان
- سيف الحجاج

الذي حوى قصائد إسلامية. ونظرات في علاقة الخير بالشر «ورود وأشواك».

## مواضيع ذات صلة
- محفوظ نحناح
- محمد بوسليماني
- جمعية الإرشاد والإصلاح
- حركة حمس